# Бычкова, Евдокия Ивановна
Евдоки́я Ива́новна Бычко́ва (род. 13 марта 1955, Нижний Икорец, Воронежская область, РСФСР, СССР) — российский государственный и политический деятель, депутат Государственной думы VI созыва от «Справедливой России», член комитета Госдумы по природным ресурсам, природопользованию и экологии. Ранее — предприниматель, генеральный директор ЗАО «Живая вода».

## Биография
Евдокия Ивановна Бычкова родилась 13 марта 1955 года в селе Нижний Икорец Лискинского района Воронежской области в многодетной семье. Мать работала в колхозе, отец — плотник.
В 1978 году окончила Воронежский государственный университет по специальности «экономист».
В 2002 году возглавила ЗАО «Завод минеральных вод „Живая вода“».
В 2006 году избрана в Липецкий областной совет депутатов от Российской партии Жизни, где вошла в состав комитета по государственному устройству и местному самоуправлению.
Будучи депутатом областного совета, выступила с инициативой реализации областного социального проекта «Малый бизнес — сельским детям», в результате реализации которого в сельских населённых пунктах области появились полтора десятка игровых и оздоровительных комплексов.
Вошла в избирательный список Липецкой региональной группы партии «Справедливая Россия». По итогам выборов в Государственную Думу 4 декабря 2011 года Липецкая региональная группа получила один мандат. Первый номер регионального списка Антон Анатольевич Курочкин отказался от места в Государственной Думе. В результате перераспределения внутри партийного списка, освободившийся мандат получила Евдокия Ивановна Бычкова, занимавшая в списке второе место.
С сентября 2015 года по сентябрь 2020 года — депутат Липецкого городского Совета депутатов
Является членом Совета регионального отделения Союза промышленников и предпринимателей России, вице-президент областного Клуба деловых женщин, председатель попечительского Совета средней школы № 14, президент клуба сторонников здорового образа жизни «Живая вода».
До 1991 года состояла в КПСС. С 2005 по 2006 год — член Российской партии ЖИЗНИ, с октября 2006 года по настоящее время — член партии Справедливая Россия.

## Собственность и доходы
Согласно официальным данным, совокупный доход семьи Бычковой составил в 2011 году 8,14 млн рублей. Семье депутата принадлежат 13 земельных участков общей площадью более 2,3 гектаров, 2 кафе, магазин, производственное здание, 2 нежилых помещения общей площадью более 3,1 тыс. м², 2 жилых дома и два навеса.

## Награды
- «Меценат года» (2007).
- «Королева малого бизнеса» (2008, 2009).
- Награждена персональной медалью «Знак качества».
- Почетная грамота Липецкой и Елецкой епархии за восстановление храмов и церквей региона.